# 光亮弓背蚁
光亮弓背蚁（學名：Camponotus clarior）是弓背蚁屬之下的一个物種，屬于细瘦弓背蚁亚屬之下的黑头弓背蚁种团，由弗雷尔于1902年描述。 是澳大利亚的独有物種 。

## 描述
该物種主要来自澳洲东部的Eremaean省的物种，已知McArthur从鲨鱼湾附近的德纳姆（Billabong Roadhouse）以南采集的单一收藏中。该物種是从空心树枝的巢中收集的。 在西澳的其他地方，该物种的工蚁杯本是由卡尔古利（Kalgoorlie）于东北部的维多利亚春天女王自然保护区（Queen Victoria Spring Nature Reserve）收集的。

### 外觀
长度在6.5至12mm不等。上颚一般完全为红色或黃色的；头和腹部呈黃色，在較大的工蚁品级中稍微呈显一点黃色。

#### 鑒定
该物種是黑头弓背蚁种团的成员。很容易通过头部和胸部明显的黄色来区分。在来自澳大利亚中南部的标本中的腹部颜色也是淡黄色或蜂蜜色，而来自西澳大利亚边境附近一个种群的标本则呈棕色。该物种与南澳大利亚的Danggali Conservation Park和mallee的黑头弓背蚁是同源。在由白麻利桉、群居桉、纤细桉或蓝叶桉组成的桉樹栖息地中，黑头弓背蚁和光亮弓背蚁的巢入口是不同的。巢穴的入口是空心树枝的一个小洞，通常离地面2m。
该物種和黑头弓背蚁非常相似，但该物種头部颜色更苍白，胸部和結节同色。

### 分布地区
该物種是澳洲的特有物種，分佈于本迪戈、维多利亚（弗罗加特）、；及除了北领地和昆士蘭之外的所有州。